# Tain (circonscription du Parlement d'Écosse)
Pour les articles homonymes, voir Tain (homonymie).
Tain dans le Ross-shire était une circonscription de Burgh qui a élu un Commissaire au Parlement d'Écosse et à la Convention des États.
Après les Actes d'Union de 1707, Tain, Dingwall, Dornoch, Kirkwall et Wick ont formé le district de Tain, envoyant un membre à la Chambre des communes de Grande-Bretagne.

## Liste des commissaires de burgh
- 1661-63: Andrew Roe  [1]
- 1665 convention, 1669–70: Walter Ross, bailli [2]
- 1672-74: Alexander Forrester de Edertaine, provost  [2]
- 1667 convention, 1678 convention, 1681–82, 1685–86: John Forrester, former bailli [3]
- 1689 convention, 1689-1702: William Ross le jeune de Easterfern  [4]
- 1702-07: Capitaine Daniel MacLeod [5]